# Scinque de Bojer
Gongylomorphus bojerii
Genre
Espèce
Synonymes
- Scincus bojerii Desjardin, 1831
- Scelotes bojerii (Desjardin, 1831)
- Gongylomorphus borbonicus Vinson, 1970
- Scelotes bojerii borbonica (Vinson, 1970)
- Gongylomorphus fontenayi Vinson, 1973

Le Scinque de Bojer, Gongylomorphus bojerii, unique représentant du genre Gongylomorphus, est une espèce de sauriens de la famille des Scincidae.

## Répartition
Cette espèce est endémique des Mascareignes, dans l'océan Indien.

## Liste des sous-espèces
Selon The Reptile Database (26 septembre 2012) :
- Gongylomorphus bojerii bojerii (Desjardins, 1831)
- Gongylomorphus bojerii borbonica Vinson, 1970
- Gongylomorphus bojerii fontenayi Vinson, 1973

## Taxinomie
Scelotes bojerii borbonica est aujourd'hui disparue. Ses parties supérieures étaient grises et argentées, parfois gris-dorées, avec des reflets verdâtres. Le dernier spécimen a été capturé en 1839 et 12 spécimens résident dans les collections du Muséum d'Histoire Naturelle de Paris.
Le Scinque de Bojer s'est éteint à la Réunion au milieu du XIXe siècle, probablement victime de l'arrivée de rats, de chats et de Lycodon aulicus, une couleuvre mangeuse de lézards.

## Étymologie
Cette espèce est nommée en l'honneur du naturaliste tchèque Wenceslas Bojer (1795-1856).

## Publications originales
- Desjardin, 1831 : Sur trois espèces de lézard du genre scinque, qui habitent l'île Maurice (Ile-de-France). Annales des Sciences Naturelles, Paris, vol. 22, p. 292-299 (texte intégral).
- Fitzinger, 1843 : Systema Reptilium, fasciculus primus, Amblyglossae. Braumüller et Seidel, Wien, p. 1-106 (texte intégral).
- Vinson, 1970 "1969" : The saurian fauna of the Mascarene Islands, p. 1-118.
- Vinson, 1973 : A new skink of the genus Gongylomorphus from Macabé forest (Mauritius). Revue agricole et sucrière de l'Ile Maurice, vol. 52, p. 39-40.